# Tossina botulinica
La tossina botulinica è una proteina neurotossica prodotta dal batterio Clostridium botulinum. È la proteina più tossica finora conosciuta. Oltre a essere fonte di tossinfezione alimentare, in particolare nel caso in cui si consumino preparati a base di carne o conserve contaminate, la tossina botulinica trova utilizzo in ambito medico ad esempio nella terapia dell'acalasia; Botox è il nome commerciale maggiormente conosciuto della preparazione farmacologica che utilizza questa tossina quale principio attivo.
La tossina fu isolata in forma pura per la prima volta da P. Tessmer Snipe e Hermann Sommer nel 1928, mentre nel 1949 il gruppo di ricerca guidato da Arnold Burgen identificò il meccanismo tramite il quale viene esplicata l'azione tossica.

## Considerazioni chimiche
Esistono sette tipi di tossina botulinica sierologicamente distinti, descritti dalle lettere dell'alfabeto dalla A alla G; sono stati scoperti tre sottotipi della tossina A. La tossina botulinica è un polipeptide a catena doppia con una catena di 100 kDa legata tramite ponti disolfuro a un'altra catena di 50 kDa. La catena leggera è un enzima proteasi che attacca una delle proteine (la SNAP25, la sintaxina o la sinaptobrevina) della giunzione neuromuscolare impedendo il rilascio di acetilcolina dalle vescicole. Inibendo il rilascio di questo neurotrasmettitore, la tossina interferisce con l'impulso nervoso e causa la paralisi flaccida dei muscoli che è caratteristica del botulismo, in contrapposizione alla paralisi spastica osservata nel tetano. Altri sintomi causati dalla tossina botulinica sono debolezza muscolare, diplopia, scoordinazione dei muscoli della faringe e dei muscoli volontari, difficoltà del movimento e nei casi mortali paralisi dei muscoli respiratori.
Sulla base di un LD50 pari a 1,3-2,1 ng/kg intravenoso o intramuscolare e 10-13 ng/kg per inalazione. In linea di principio, pochi chilogrammi di tossina assunta per via aerea sarebbero sufficienti a uccidere tutti gli esseri umani sulla Terra. A scopo comparativo, la stricnina richiederebbe 400 tonnellate per uccidere tutti gli esseri umani.
L'avvelenamento alimentare solitamente è causato dall'ingestione di cibo contaminato (conserve domestiche) da spore del Clostridium botulinum in condizioni anaerobiche; le spore germinano nel cibo, crescono e producono tossina che si accumula nell'alimento. La forma vegetativa del batterio produce la tossina. È l'ingestione della tossina a causare il botulismo, non l'ingestione delle spore o del batterio vitale.
La tossina è rapidamente distrutta dal calore, ad esempio tramite la cottura dei cibi. Comunque le spore sono resistenti al riscaldamento a 100 °C per un lungo periodo di tempo.
La massa molecolare della tossina botulinica è 149316,287 Da (150 kDa) quindi la massa molare è di circa 150 kg/mol.

## Meccanismo biochimico della tossicità

Obiettivi molecolari delle neurotossine clostridiali nella cellula presinaptica. BoNT indica la tossina botulinica, mentre TeNT è la tossina tetanica.

La catena pesante della tossina è particolarmente importante per la penetrazione della stessa all'interno delle estremità assoniche, condizione a cui è legata l'instaurarsi della paralisi. In seguito al legame della catena pesante con le proteine degli assoni terminali la tossina può penetrare nei neuroni tramite endocitosi. Il legame della catena pesante avviene con il recettore proteico SV2 (synaptic vescicle protein 2) la cui espressione è incrementata quando la sinapsi è maggiormente attiva. La catena leggera è in grado di abbandonare le vescicole endocitotiche e raggiungere il citoplasma. La catena leggera della tossina possiede attività proteasica. La tossina A degrada proteoliticamente la proteina SNAP-25, un tipo di proteina SNARE. La proteina SNAP-25 è necessaria per il rilascio dei neurotrasmettitori dagli assoni terminali. In particolare la tossina botulinica degrada le SNARE prevenendo il rilascio dei neurotrasmettitori al livello delle sinapsi.

## Usi medici
Nel 1973 Alan B. Scott, oftalmologo del Smith-Kettlewell Institute, utilizzò la tossina botulinica A (BTX-A) in esperimenti sulle scimmie e nel 1980 utilizzò il BTX-A per la prima volta negli esseri umani per il trattamento dello strabismo. La BTX-A venne approvata nel 1989 dalla Food and Drug Administration (FDA) per il trattamento dello strabismo, blefarospasmo e spasmo emifacciale in pazienti con età maggiore di 12 anni. 
Nel 2002 giunse l'approvazione per l'uso in medicina estetica per il miglioramento temporaneo delle rughe di espressione fra le sopracciglia (linee glabellari). La tossina botulinica agisce inibendo il rilascio del neurotrasmettitore acetilcolina: bloccandone il rilascio nei muscoli non si manifestano rughe, spasmi o tic facciali e smagliature. Dal 1991 è invece utilizzata per il trattamento della spasticità, sia nell'adulto sia nel bambino. La letteratura medica ha escluso la possibilità di un assorbimento della tossina alimentare dal derma al torrente circolatorio e all'interno dell'organismo.
Alternativa al trattamento con tossina botulinica è l’infiltrazione con gel a base di acido ialuronico per ripristinare i volumi del tessuto. Questo tipo di trattamento tuttavia non consente, per le zone che presentano inestetismi causati da attività muscolare, un miglioramento paragonabile a quello ottenibile con tossina botulinica.
La tossina botulinica B (BTX-B) è stata approvata nel 2000 dalla FDA per il trattamento della distonia cervicale.
Attualmente sono in valutazione altre possibili applicazioni mediche come nel caso dell'emicrania, sintomi prostatici, incontinenza urinaria e vescica iperattiva, asma, obesità e altre possibili indicazioni. Gli usi della tossina botulinica per cui sussiste approvazione variano molto dal tipo di tossina, tipo di prodotto commercializzato e da paese a paese, anche all'interno dell'Unione Europea. Questo fa sì che spesso il suo utilizzo clinico sia di tipo off-label, anche se non autorizzato ma supportato dalla letteratura scientifica. In Europa la tossina botulinica A è commercializzata sotto forma di sei prodotti farmaceutici: Botox, Bocouture, Dysport, Xeomin e Vistabex e l'ultima Nuceiva. La tossina botulinica B è invece commercializzata in Europa con il nome di Neurobloc.

## Guerra chimica
La tossina botulinica è sempre stata considerata un'arma chimica minore, dato che si degrada rapidamente per esposizione all'aria e quindi una zona contaminata con un aerosol tossico può essere resa sicura in circa un giorno. L'agente è così instabile che la forma medicinale viene generalmente trasportata raffreddata con ghiaccio secco. Attualmente non ci sono casi documentati dell'utilizzo della tossina in guerra chimica, però il suo utilizzo è stato reso noto riguardo all'Operazione Anthropoid per uccidere il nazista Reinhard Heydrich e all'Operazione Mongoose durante la quale nel 1961 la CIA saturò con la tossina botulinica alcuni sigari della marca preferita da Fidel Castro. I sigari non vennero mai utilizzati, ma quando vennero testati anni dopo la loro efficacia era ancora invariata. Un altro tentativo di uccidere Castro riguardava l'uso di alcune pillole disciolte in una bevanda. Tra il 1932 e il 1945 l'Unità 731 giapponese effettuò degli esperimenti su cavie umane somministrando il botulino ai prigionieri durante l'occupazione della Manciuria.
C'è stato un dibattito sull'uso della tossina botulinica come arma terroristica, ma questa sostanza non sembra essere l'ideale per questi propositi. Le fiale utilizzate in medicina non sono molto utili, in quanto ognuna contiene solamente una frazione estremamente piccola della dose letale. Nemmeno la produzione da colture batteriche è tanto agevole, viste le condizioni di anaerobiosi richieste e la necessità di personale esperto in microbiologia.
La setta giapponese Aum Shinrikyō ha tentato di utilizzare la tossina senza successo, prima del tragico atto terroristico della metropolitana di Tokyo attuato col gas Sarin, agente nervino più facilmente dispersibile e dall'azione più rapida.

## Trattamento dell'avvelenamento
I comuni rimedi utilizzati contro gli agenti nervini, come l'iniezione endovena di atropina, nel caso di avvelenamento provocato dalla tossina botulinica agiscono invece potenziando gli effetti tossici.
La morte sopravviene generalmente in seguito all'insufficienza respiratoria dovuta alla paralisi dei muscoli respiratori, pertanto il trattamento consiste nel somministrare antitossine e nell'effettuare la ventilazione artificiale. Se la terapia viene intrapresa rapidamente, il suo effetto è veloce e massimo. Occasionalmente il recupero può richiedere diverse settimane o mesi.
Esistono due principali antitossine disponibili per il trattamento del botulismo:
- Trivalente (A,B,E), di derivazione equina ottenuto utilizzando anticorpi interi;
- Eptavalente (A,B,C,D,E,F,G), di derivazione equina ottenuto utilizzando anticorpi IgG con la porzione Fc clivata. È un'antitossina meno immunogenica ed è attiva contro tutti i ceppi botulinici conosciuti.

## Uso cosmetico
A scopi cosmetici, la tossina botulinica è considerata relativamente sicura ed efficace per ridurre le rughe d’espressione, specialmente nella terza superiore del viso. Le forme commerciali sono vendute con i marchi Botox Cosmetic/Vistabel di Allergan, Dysport/Azzalure di Galderma e Ipsen, Xeomin/Bocouture di Merz, Jeuveau/Nuceiva di Evolus, e sono prodotti dalla compagnia Daewoong in Corea del Sud. L’effetto delle iniezioni di tossina botulinica sulle rughe glabellari («linee 11» tra gli occhi) dura generalmente da due a quattro mesi, e in alcuni casi dipende dal prodotto; in alcuni pazienti si osserva un effetto più duraturo — fino a sei mesi o oltre. L’iniezione di tossina botulinica nei muscoli sotto le rughe d’espressione provoca il rilassamento di questi muscoli, che porta all’appianamento della pelle sovrastante. L’appianamento delle rughe diventa di norma evidente entro tre-cinque giorni dall’iniezione, mentre l’effetto massimo si raggiunge di solito entro una settimana dall’iniezione. I muscoli possono essere trattati nuovamente per mantenere un aspetto levigato. 
Esistono diverse procedure che utilizzano la tossina botulinica in differenti dosaggi. Per esempio, il Baby Botox è una versione più delicata del Botox tradizionale, che utilizza dosi inferiori per ottenere un risultato più naturale e discreto. Funziona allo stesso modo nel corpo, bloccando temporaneamente i segnali nervosi che stimolano la contrazione dei muscoli facciali. Tuttavia, la dose più bassa mantiene una maggiore mobilità muscolare, ammorbidendo l’espressione del viso e prevenendo l’«effetto maschera».
DaxibotulinumtoxinA (Daxxify) è stato approvato per uso medico negli Stati Uniti nel settembre 2022. È indicato per il miglioramento temporaneo dell’aspetto delle rughe glabellari moderate e gravi (rughe tra le sopracciglia). Il daxibotulinumtoxinA è un inibitore del rilascio di acetilcolina e un bloccante neuromuscolare. La FDA ha approvato il daxibotulinumtoxinA sulla base delle evidenze di due studi clinici (studi GL-1 e GL-2) che hanno coinvolto 609 adulti con rughe glabellari moderate e gravi. Gli studi sono stati condotti in 30 centri negli Stati Uniti e in Canada. In entrambi gli studi hanno partecipato soggetti di età compresa tra 18 e 75 anni con rughe glabellari moderate e gravi. Ai partecipanti è stata somministrata una singola iniezione intramuscolare di daxibotulinumtoxinA o placebo in cinque punti nei muscoli intersopraccigliari.
LetibotulinumtoxinA (Letybo) è stato approvato per uso medico negli Stati Uniti nel febbraio 2024. È indicato per il miglioramento temporaneo dell’aspetto delle rughe glabellari moderate e gravi. La FDA ha approvato il letibotulinumtoxinA sulla base delle prove di tre studi clinici (BLESS I [NCT02677298], BLESS II [NCT02677805] e BLESS III [NCT03985982]) che hanno coinvolto 1271 partecipanti con rughe moderate e gravi tra le sopracciglia per valutarne efficacia e sicurezza. Questi studi sono stati effettuati in 31 centri negli Stati Uniti e nell’Unione Europea. In tutti e tre gli studi hanno partecipato soggetti di età compresa tra 18 e 75 anni con rughe glabellari moderate e gravi (rughe tra le sopracciglia). Ai partecipanti è stata somministrata una singola iniezione intramuscolare di letibotulinumtoxinA o placebo in cinque punti nei muscoli intersopraccigliari.